# 小行星5924
小行星5924（英語：5924 Teruo）是一颗围绕太阳公转的小行星。1994年2月7日，小林隆男在大泉町发现了此天体。
这颗小行星的绝对星等为69.82001566757981等。